# 桑田安三郎

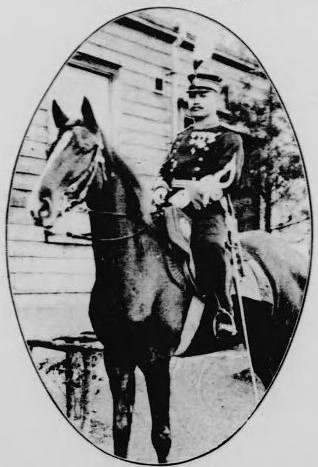
桑田安三郎

桑田 安三郎（くわた やすさぶろう、1874年（明治7年）1月23日 - 1931年（昭和6年）2月21日）は、日本陸軍の軍人。最終階級は陸軍中将。

## 人物・来歴
広島県出身。1896年（明治29年）5月、陸軍士官学校（7期）を卒業。翌年1月、砲兵少尉に任官。第11師団参謀などを経て、1903年（明治36年）11月、陸軍大学校（17期）を卒業（15/45席）。日露戦争時に乃木大将率いる第3軍に第11師団参謀として参加。
1916年（大正5年）2月、野戦砲兵第11連隊長に就任し、同年11月、砲兵大佐に昇進。1918年（大正7年）7月、侍従武官となった。1921年（大正10年）3月少将に昇進。1924年（大正13年）12月、野戦重砲兵第1旅団長に発令された。1926年（大正15年）3月、陸軍中将に進むと同時に待命となり、同月、予備役編入となった。同年4月正四位（特）勲三等功四級に叙せられる。

## 戦績
日露戦争に第11師団参謀で出征、旅順攻囲戦に参加、戦闘の新様相を解さぬ頑迷な老将連の、無謀無為な攻撃命令を機知を以て再三未然に防止（回避）したという。たしかにこの大戦は陸大教育そのものの真価が問われる試金石であったとも見られる。ともあれ日露戦争で戦死した陸大出身23名のうち、参謀は2名だけであとはすべて隊付きとして戦死したという実情は、当時の軍当局が、いかに陸大教育を軽んじていたかを物語っているといえよう。

## 栄典
- 1926年（大正15年）4月26日 - 勲二等瑞宝章[5]